# 비르지니오 로세타
비르지니오 "비리" 로세타(이탈리아어: Virginio "Viri" Rosetta virˈdʒiːnjo roˈzetta[*]|; 1902년 2월 25일, 피에몬테 주 베르첼리 ~ 피에몬테 주 토리노)는 이탈리아의 전직 축구 선수로, 현역 시절 수비수로 활약했다. 근면한 선수로, 조직력에서 큰 힘을 발휘했으며, 경기를 읽고 선수의 이동 동선을 예측했다. 그는 정확히 공을 넘긴 것으로 알려져 있으며, 우아한 측면 수비수로, 기술력이 좋고 공을 강하게 찼으며, 후방에서 전개하는데 준수한 활약을 선보였다.

## 클럽 경력
로세타는 피에몬테 주 베르첼리 출신으로, 1919-20 시즌에 프리마 카테고리아(세리에 A의 전신) 프로 베르첼리에서 공격수로서 신고식을 벌였다. 그는 이후 효율적인 수비수로 전향했다.
프로 베르첼리는 당대 이탈리아의 강호 구단으로 이름을 날렸는데, 로세타는 연고지 구단 소속으로 1921년과 1922년에 작은 방패를 획득했다. 그는 1920년 하계 올림픽에서 이탈리아 국가대표팀에 처음으로 활약했는데, 렌초 데 베키와 합을 맞추어 활약했다.
1923년, 그는 유벤투스로 이적했는데, 그는 생애 처음으로 프로 선수가 되었다. 그는 1926년에 첫 리그 우승을 거두었는데, 1930년대에는 5년 연속 이탈리아 리그 정상에 올라 방패를 쟁취했고, 구단의 주장도 맡았다.
그는 도합하여 8번의 국내 대회 우승을 거두었는데, 가장 막판에 거둔 우승은 세리에 A 우승이었는데, 여기서 이탈리아 기록을 세웠다. 이 업적을 달성한 그 외의 세 선수는 잔루이지 부폰, 조반니 페라리, 그리고 주세페 푸리노였는데, 이탈리아 리그에서 8번 우승을 거두었다.

## 국가대표팀 경력
로세타는 현역 시절 이탈리아 국가대표팀의 핵심 선수로, 1920년에 합류했다. 그는 이탈리아 국가대표팀 경기에 52번 뛰었다. 그는 1920년 하계 올림픽에 참가한 선수단의 주역이었고, 1928년 하계 올림픽에도 참가해 동메달을 목에 걸었다. 이탈리아는 중부 유럽 국제컵도 1930년, 1932년, 그리고 1935년에 성공리에 마쳤으며, 그 외에도 1934년 월드컵에서 우승을 거둔 이탈리아 선수단의 일원이었다. 그는 대회 첫 경기에서 주장을 맡았지만, 그 이후의 대회 경기에 출전하지 못했고, 대회 첫 경기가 곧 국가대표팀 은퇴 경기가 되었다.

## 은퇴 후
로세타는 1936년에 현역 은퇴를 선언했다. 그는 1975년에 토리노에서 영면에 들었다.

## 수상

### 클럽
프로 베르첼리
- 세리에 A: 1920–21, 1921–22

유벤투스
- 세리에 A: 1925–26, 1930–31, 1931–32, 1932–33, 1933–34, 1934–35

### 국가대표팀
이탈릭아 국가대표팀
- 월드컵: 1934
- 중부 유럽 국제컵
  - 우승: 1927-30, 1933-35
  - 준우승: 1931–32
- 하계 올림픽 동메달: 1928

### 감독
유벤투스
- 코파 이탈리아: 1937–38

팔레르모
- 세리에 B: 1947–48